# Ohm-Gymnasium Erlangen
Das Ohm-Gymnasium ist ein Gymnasium in Erlangen. Es ist nach dem deutschen Physiker Georg Simon Ohm benannt, der 1789 in Erlangen geboren wurde.

## Geschichte

### Vor 1833

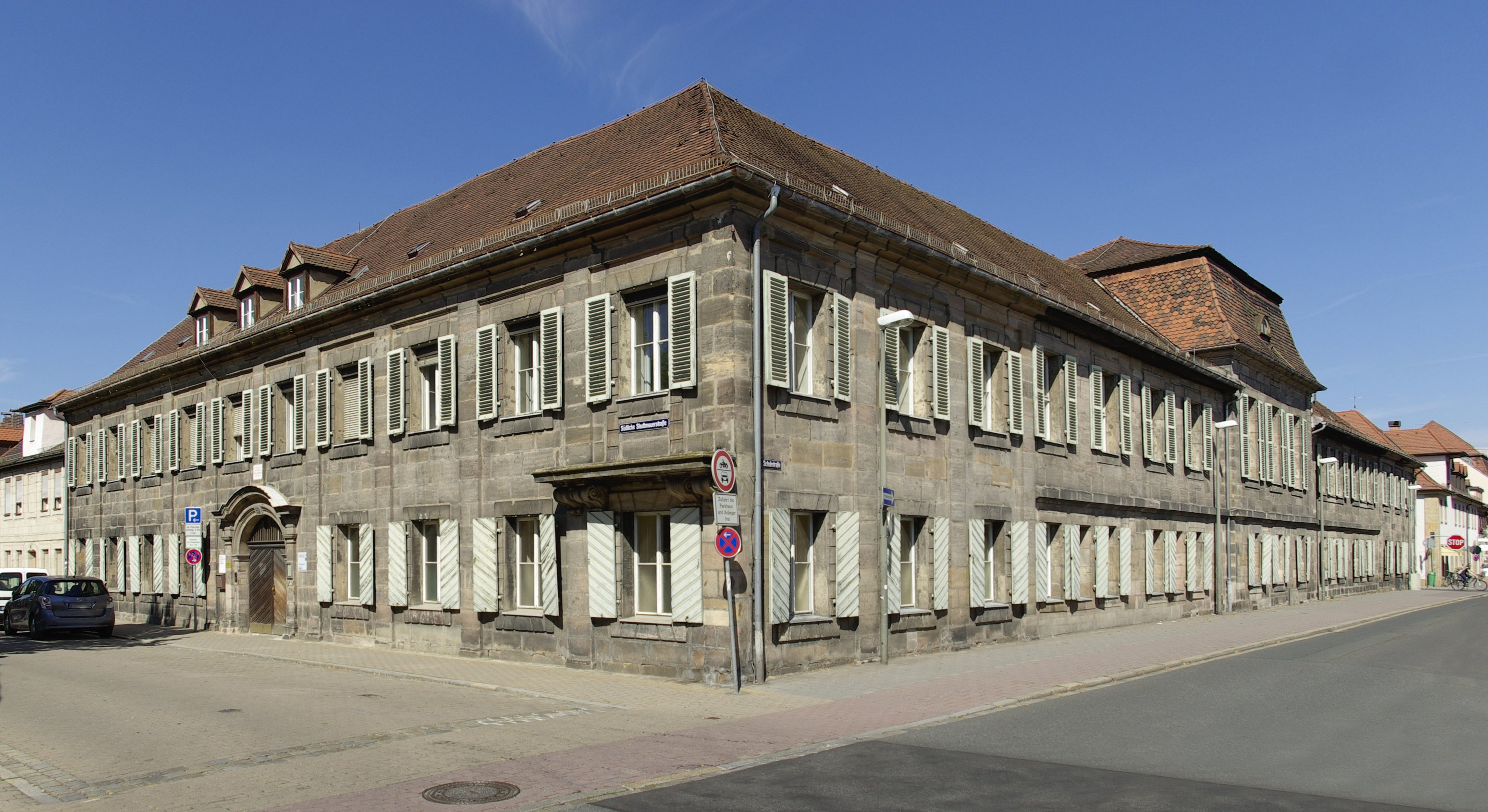
Egloffsteinsches Palais, 2012

1817 gründete Carl Leopold Liederer von Liederskron die Schule als privates Erziehungs- und Unterrichtsinstitut als Ergänzung zu den schon in Erlangen existierenden Volksschulen und der Lateinschule. Diese sollte den wirtschaftlichen und gesellschaftlichen Bedürfnissen, auch durch verstärkten Deutschunterricht, gerecht werden.

### Ab 1833
Aufgrund eines Magistratsbeschlusses wurde die Privatschule 1833 in die „Königliche Landwirthschafts- und Gewerbsschule“ umgewandelt. Zu dieser Zeit prägten Naturwissenschaft und berufspraktische Fächer die Schule. 1837 zog die Schule wegen steigender Schülerzahlen in das Rückgebäude des Egloffsteinschen Palais um. Dessen Vordergebäude wurde ab 1877 im Zuge der Umfirmierung in die sechsklassige „Königlich Bayrische Realschule“ von der Schule genutzt. 1919 wurden erstmals auch Mädchen aufgenommen. Durch die Errichtung einer 7. Jahrgangsstufe und den ersten Abiturjahrgang 1929 war der Ausbau zu einer höheren Schule abgeschlossen. 1939 erhielt die Schule nach dem in Erlangen geborenen Physiker Georg Simon Ohm den Namen  „Ohm-Oberrealschule“. 1954 begann der Neubau der Schul- und Sportgebäude am heutigen Standort. Seit 1965 führt die Schule den Namen „Ohm-Gymnasium Erlangen“. Im Juli 2014 begann die Sanierung der Schule.

## Pädagogische Arbeit, Ausstattung und Angebote
Das Ohm-Gymnasium Erlangen bietet drei Ausbildungszweige:
- Naturwissenschaftlich-technologischer Zweig: Auf Englisch in der 5. Jahrgangsstufe folgt entweder Französisch oder Latein in der 6. Jahrgangsstufe. Alternativ kann ab der 5. Jahrgangsstufe Französisch gefolgt von Englisch in der 6. Jahrgangsstufe gewählt werden. Verpflichtend ist Chemie ab der 8. Jahrgangsstufe.
- Sprachlicher Zweig: Statt Chemie wird ab der 8. Jahrgangsstufe Spanisch belegt. Der Zweig kann von Schülern gewählt werden, die ab der 5. Jahrgangsstufe Englisch gefolgt von Latein in der 6. Jahrgangsstufe oder ab der 5. Jahrgangsstufe Französisch gefolgt von Englisch in der 6. Jahrgangsstufe gewählt haben. Ab der 9. Jahrgangsstufe ist Chemie Pflichtfach.
- AbiBac-Zweig: Seit dem Schuljahr 2010/11 können Schüler, die seit der 5. oder 6. Jahrgangsstufe Französisch belegen, ab der 10. Jahrgangsstufe den Französischunterricht intensivieren und zusätzlich in den Fächern Geographie (seit 2015 stattdessen: Sozialkunde) und Geschichte auf Französisch unterrichtet werden. Ziel ist, dass nach der 12. Jahrgangsstufe sowohl das bayerische Abitur als auch das französische Baccalauréat abgelegt werden.

Zusätzlich werden als Wahlfächer Orchester, Bigband, Instrumentalunterricht, Theater (deutsch, englisch, französisch), Chinesisch, Russisch, Italienisch, Informatik, Philosophie, Rhetorik, Umweltprojekte, Selbstverteidigung, Triathlon, Schwimmen, Golf und Kunst angeboten.

## Öffentlichkeit
Die Schülerzeitung „Gongschlag“ hat mittlerweile über 150 Ausgaben. (Januar 2019)
Partnerschulen des Ohm-Gymnasiums befinden sich in:
- Chapel Hill (North Carolina/USA)
- Haarby (Dänemark)
- Objat (Frankreich)
- Rennes (Frankreich)

Unterstützt wird die Schule durch die „Vereinigung der Eltern und Freunde des Ohm-Gymnasiums Erlangen e. V.“
Auf Initiative der Lehrerin Pierrette Herzberger-Fofana wurde das Ohm-Gymnasium im März 2013 in das Netzwerk Schule ohne Rassismus – Schule mit Courage aufgenommen. Dafür konnte es den ehemaligen Fußball-Nationalspieler Gerald Asamoah als Pate gewinnen.

## Ehemalige Schüler
- Florian Janik (* 1980), Politiker (SPD) und Oberbürgermeister von Erlangen
- Siegfried Ernst Miederer (* 1942), Gastroenterologe
- Adeline Schebesch (* 1961), Theater-, Filmschauspielerin und Synchronsprecherin
- Friedrich Sponsel (1921–1980), Politiker (SPD) und Bürgermeister von Erlangen
- Wolfgang Vogel (1950–2017), bayerischer Politiker (SPD)

## Bekannte Lehrer
- Rüdiger Ahrens (* 1939), Anglist und Kulturwissenschaftler
- Isaak Bacharach (1854–1942), Mathematiker
- Gebhard Glück (1930–2009), Pädagoge und Politiker
- Joachim Gruber (* 1937), Altphilologe
- Pierrette Herzberger-Fofana (* 1949), Soziolinguistin und Politikerin